# Casa Baensch
La casa Baensch è una villa di Berlino, posta nel quartiere di Spandau-Wilhelmstadt.
Fu costruita durante il periodo nazionalsocialista dall'architetto modernista Hans Scharoun, che dovette sottostare a forti limitazioni progettuali. In considerazione della sua importanza storica e architettonica, è posta sotto tutela monumentale (Denkmalschutz).

## Storia

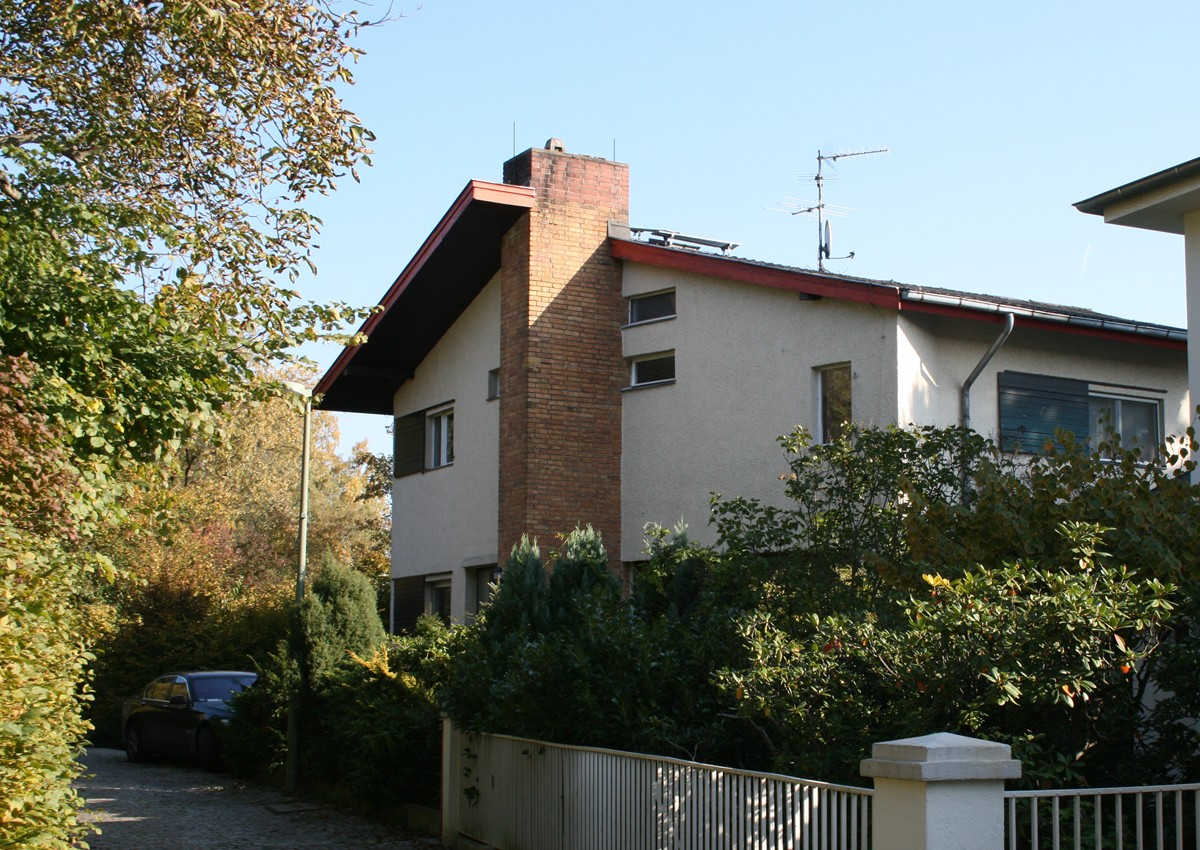
La villa vista dal lato della strada

La villa fu costruita dal 1934 al 1935 su progetto di Hans Scharoun.
Essendo stata costruita sotto il dominio nazionalsocialista, la facciata lato strada dovette sottostare a rigide regole estetiche, e assunse perciò un aspetto tradizionale; le facciate interne, poste verso il giardino, vennero invece disegnate con maggiore libertà espressiva, nello stile organico tipico dell'architetto. Tale dualismo si ripeté anche in una sua opera successiva, la casa Scharf del 1938.
Il giardino venne disegnato dal paesaggista Hermann Mattern.
Nel 1971 la villa venne posta sotto tutela monumentale (Denkmalschutz).
Nel 2020, nonostante la presenza del vincolo, iniziarono i lavori di parziale demolizione della villa e di scavo del giardino, per realizzare una dépendance e un'autorimessa interrata; tali lavori portarono a proteste del mondo culturale e architettonico.

## Descrizione
La casa è posta al limite dell'area edificata, in posizione panoramica ai margini di un pendio declinante verso il fiume Havel.
L'aspetto esterno presenta un dualismo formale fra l'aspetto tradizionale della facciata lato strada e le forme più articolate delle facciate lato giardino; queste sono caratterizzate da forti asimmetrie e da ampie superfici vetrate, e vengono concluse superiormente dalle sporgenze della terrazza e del tetto piano.
La villa conta due piani, adibiti a zona giorno (il piano terreno) e zona notte (il primo piano). Come tipico dello stile di Scharoun, le piante sono ricche di linee curve e spezzate, disegnando spazi fluidi e che si compenetrano vicendevolmente; inoltre, come già nella casa Schminke, le piante dei due piani sono molto diverse fra loro, essendo vincolate solo a pochi elementi strutturali.
La pianta del piano terreno si articola a ventaglio in tre aree (soggiorno, studio, cucina) che convergono verso la sala da pranzo, di forma ovale e affacciata sul giardino. La pianta del piano superiore è invece introversa, con le stanze da letto ordinate in forma concava intorno alla terrazza.
La struttura portante è a pilastri d'acciaio.

### Fonti
- Lorenzo Spagnoli, Berlino. XIX-XX secolo, Bologna, Zanichelli, 1993,  p. 172, ISBN 88-08-14174-8.
- Eberhard Syring e Jörg C. Kirschenmann, Casa Baensch, in Hans Scharoun 1893-1972. L'outsider del modernismo, traduzione di Silvia Savojni, Colonia, Taschen, 2004,  pp. 52-53, ISBN 3-8228-3289-8.
- (DE) Rolf Rave e Hans-Joachim Knöfel, Bauen seit 1900 in Berlin, Berlino (Ovest), Kiepert, 1968,  scheda 205, ISBN non esistente, IDN 457887206.
- (DE) Wolfgang Schäche, Architektur und Städtebau in Berlin zwischen 1933 und 1945, 2ª ed., Berlino, Gebr. Mann Verlag, 1992, ISBN 3-7861-1178-2.
- (DE) Martin Wörner, Haus Baensch, in Architekturführer Berlin, 6ª ed., Berlino, Reimer, 2001,  p. 399, ISBN 3-496-01211-0.

### Testi di approfondimento
- (DE) Peter Pfankuch (a cura di), Hans Scharoun. Bauten, Entwürfe, Texte, Berlino (Ovest), Gebr. Mann Verlag, 1974,  pp. 11, 114-115, ISBN 3-7861-6184-4.
- (DE) Andreas Tönnesmann, Im Dritten Reich, in Christine Hoh-Slodczyk (a cura di), Hans Scharoun. Architekt in Deutschland. 1893–1972, Monaco di Baviera, Beck, 1992,  pp. 49-58, ISBN 3-406-36796-8.
- (DE) Carsten Krohn, Hans Scharoun. Bauten und Projekte, Basilea, Birkhäuser, 2018,  pp. 86-87, ISBN 978-3-0356-0679-9.